# Onda de tornados nos Estados Unidos em 3 de março de 2019

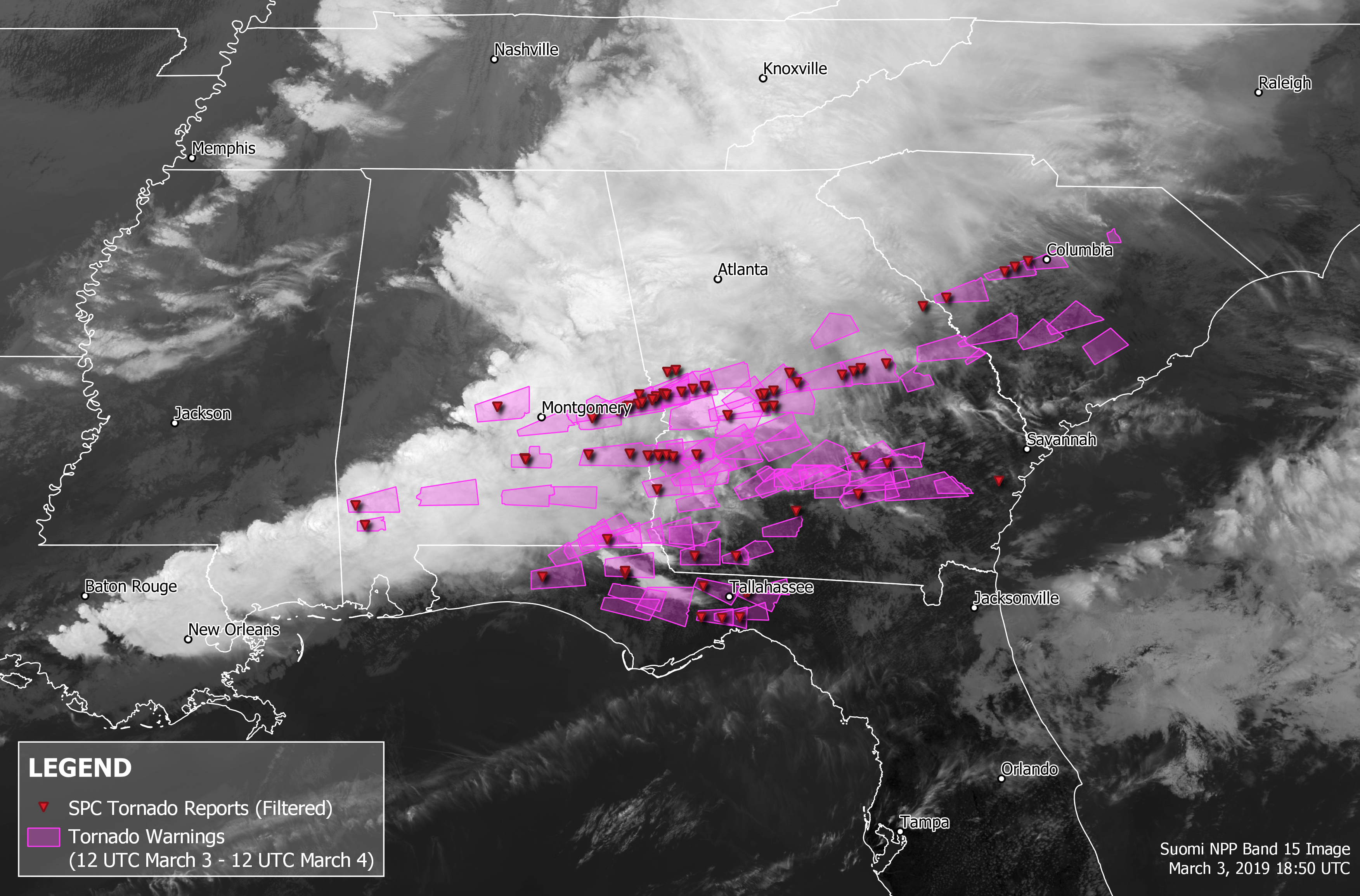
Avisos de tornado do Centro de Previsão de Tempestade em 3 de março sobrepostos em uma imagem de satélite infravermelho da Suomi NPP feita às 18:50 UTC

A onda de tornados nos Estados Unidos em 3 de março de 2019 afetou a Região Sudeste dos Estados Unidos, mais precisamente, os estados do Alabama, Geórgia, Flórida e Carolina do Sul. Os 39 tornados causaram 23 mortes, mais de 100 feridos, danos severos em diversos bens materiais e deixaram, pelo menos, 10 mil pessoas sem eletricidade. Muitas pessoas também foram relatadas como desaparecidas.